# Hendrik Merkus de Kock

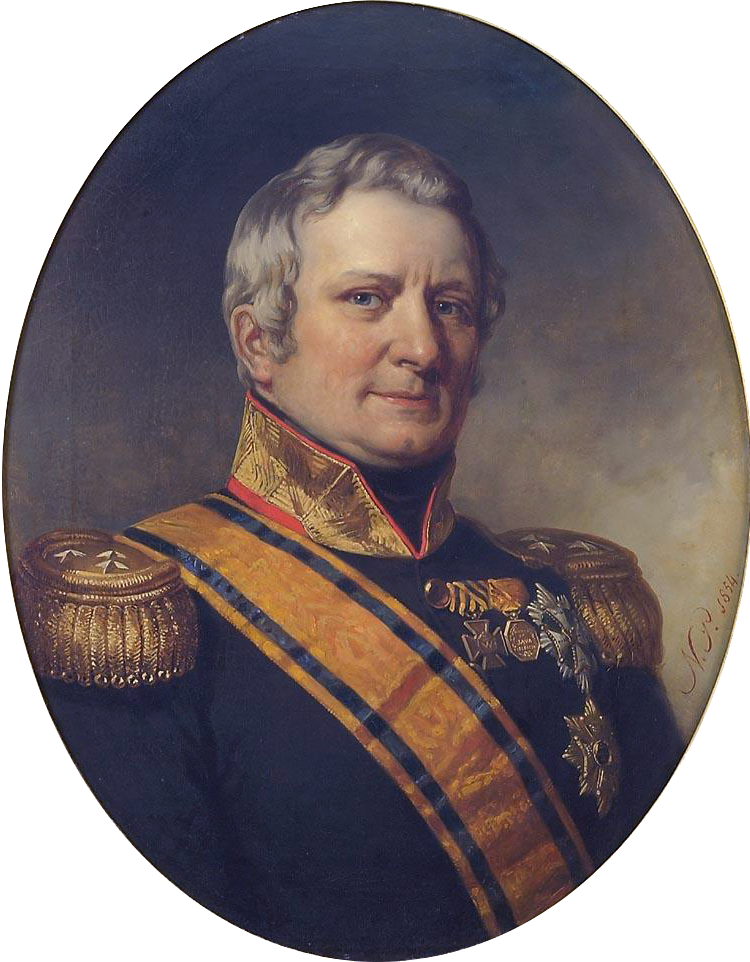
Hendrik Merkus Baron de Kock

Hendrik Merkus Baron de Kock (* 25. Mai 1779 in Heusden; † 12. April 1845 in Den Haag) war ein niederländischer Politiker.

## Leben
De Kock wurde geboren in Heusden, kam mit seinem Vater 1787 nach Paris und trat, nachdem sein Vater wegen seiner Verbindung mit Dumouriez nach dem Abfall dieses Generals guillotiniert worden war, 1794 in ein Wechselgeschäft, später aber in die Armee, wurde Offizier. Adjutant des Generals Herman Willem Daendels, kurze Zeit darauf Beamter des Wohlfahrtsausschusses in Holland, Beisitzer im Kriegsdepartement und begleitete Grasweld als Gesandtschaftssekretär zum Kongress nach Rastatt.
Er nahm Dienst in der Marine, wurde Leutnant, 1803 Kapitän zur See, zeichnete sich 1803 und 1804 in Gefechten aus, wurde Chef des Generalstabes der Flotte und leistete 1806 wichtige Dienste in Indien, wurde 1808 Befehlshaber des östlichen Teils von der niederländischen Kolonie Java und 1809 Brigadegeneral der Division von Samarang.
Im Britisch-Niederländischen Krieg um Java 1811 kriegsgefangen, trat de Kock später zur patriotisch-holländischen Partei über und focht 1814 und 1815 als General gegen Napoleon. Er erhielt hierauf den Oberbefehl über die niederländische Kriegsmacht in Ostindien, stellte zunächst die Ruhe auf den kolonialverwalteten Molukken wieder her und bekriegte dann den Anführer Diponegoro zu Wasser und zu Lande. Infolge seines Sieges über den Sultan von Palembang 1822 wurde er zum Generalleutnant ernannt, war 1825–1830 unausgesetzt tätig, die Aufstände auf Java zu bekämpfen, und brach letztendlich die Widerstandskraft der Einheimischen. Darauf kehrte er nach Europa zurück, trat 1836 in das Ministerium des Innern, wurde Staatsminister und Mitglied und Vorsteher der ersten Kammer und starb am 12. April 1845.